# Tant Ellens dansskola
Tant Ellens dansskola, tecknad serie av Ellen Bergman och Rune Andréasson bestående av 60 avsnitt med rörelseövningar demonstrerade av figurerna Tofsen och Flätan, många gånger med en nalle som bifigur. Serien publicerades i Göteborgs-Postens lördagsbilaga under åren 1950-1951.

## Avsnitten
- 1. Gubben i lådan
- 2. Katten
- 3. Saxen
- 4. Blomman
- 5. Bollen
- 6. Hoppetossan
- 7. Storken
- 8. Fjärilen
- 9. Karusellen
- 10. Älvan
- 11. Ljuset
- 12. Kattungen
- 13. Cirkushästen
- 14. Kaffetanten
- 15. Näbben
- 16. Vindsnurran
- 17. [?]
- 18. Larven
- 19. Flugan
- 20. Feen
- 21. Käppen
- 22. Vaggvisan
- 23. Stenstöten
- 24. Gummisnodden
- 25. Sköldpaddan
- 26. Blygubben
- 27. Slungbollskastaren
- 28. Pilträdet
- 29. Grodan
- 30. Folkdansen
- 31. Lokomotivet
- 32. Sjögräset
- 33. Klockan
- 34. Vågen
- 35. Pajasen
- 36. Tvätterskan
- 37. Indianen
- 38. Lindansösen
- 39. Bryggan
- 40. Brasan
- 41. Sprattelgubben
- 42. Spagettin
- 43. Masken
- 44. Rosetten
- 45. Skomakaren
- 46. Glasstruten
- 47. Propellern
- 48. Snöflingan
- 49. Båten
- 50. Svampen
- 51. Gungan
- 52. Fåtöljen
- 53. Julkorten
- 54. Tomteblosset
- 55. Pepparkaksgubben
- 56. Ljuset
- 57. Skidhopparen
- 58. Skridskodansösen
- 59. Spargrisen
- 60. Stjärnfallet

## Övrigt
- Serien hade en föregångare i form av en fotoserie skapad av Ellen Bergman (Ellen Bergman-arkivet, Göteborgs Stadsmuseum).
- "Tant Ellen" förekom även som figur i Rune Andréassons Åsnan Kal från Slottsskogen #194-195, juni 1949.
- I #49, Båten, förekommer en båt med namnet Eva, sannolikt tillägnad Ellen Bergmans dotter Eva.